# Love is All (band)
Love is All is een indie-rockband uit het Zweedse Göteborg.

## Biografie
Love is All begon als Girlfrendo maar veranderde haar naam in Love is All en debuteerde in 2005 met de plaat Nine Times That Same Song. Deze plaat kreeg positieve recensies door bekende webtijdschriften als Pitchfork Media en het Nederlandse Kindamuzik. Het geluid van Love is All kenmerkt zich door de samenzang van leadzangers Sparding en Olausson, het sterke ritme en baslijn en de rauwe saxofoonlijnen. 
De band heeft getekend bij het het New Yorkse label What's Your Rupture? en deed een zogenaamde Peel-sessie gedaan. Een tour door de Verenigde Staten begin 2006 werd goed ontvangen.

## Leden
- Nicholaus Sparding (zang, gitaar)
- Josephine Olausson (zang, toetsen)
- Markus Görsch (drums)
- Johan Lindwall (basgitaar)

## Discografie
- Nine Times That Same Song (2005)